# Olophrum fuscum
Olophrum fuscum — вид стафилинид подсемейства Omaliinae.

## Распространение
Распространён в голарктическом регионе.

## Экология
Встретить этот вид можно среди влажных мхов в лесной подстилке.